# Берс, Андрей Александрович
Андре́й Алекса́ндрович Берс (26 июля 1934, Свердловск — 28 января 2013, Новосибирск) — советский и российский учёный, один из пионеров советской кибернетики и программирования, доктор технических наук, профессор. Главный научный сотрудник лаборатории автоматизации и архитектуры СБИС Института систем информатики им. А. П. Ершова СО РАН. Действительный член Международной академии информатизации.

## Биография
Родился в 1934 году в Свердловске в семье А. А. Берса (1902–1937) и Е. М. Берс, известных уральских археологов. Отец, приходившийся внучатым племянником Софье Берс (жене Л. Н. Толстого), был арестован в 1935 году и в 1937 году расстрелян, впоследствии реабилитирован. В память об А.А. и Е.М. Берс в Екатеринбурге проводятся археологические конференции «Берсовские чтения».
Окончил в 1961 году Московский энергетический институт, факультет автоматики и вычислительной техники. С 1961 года — сотрудник Отдела программирования ВЦ СО Академии наук СССР (в настоящее время — Институт систем информатики СО РАН). Доктор технических наук с 1996 года, ученик Андрея Петровича Ершова.
Область интересов: основания информатики, архитектура программно-аппаратных комплексов, электронная подготовка изданий, информатика образования.
Организатор и первый директор ежегодной Летней школы юных программистов, основатель цикла Ершовских лекций в ИСИ СО РАН.
28 января на 79-м году жизни скоропостижно скончался.

## Основные работы
- промежуточный язык БЕТА-транслятора;
- проекты МРАМОР, РУБИН, САПФИР.

Разработанные им принципы и механизмы: схемы потока данных, электронная подготовка изданий, представление и преобразования шрифтов на ЭВМ, замкнутые открытые операционные обстановки высокого уровня, принцип равнозначости единичного исполнения программного фрагмента и конкретной деятельности, принцип информационной замкнутости и др.